# Sơn Trà

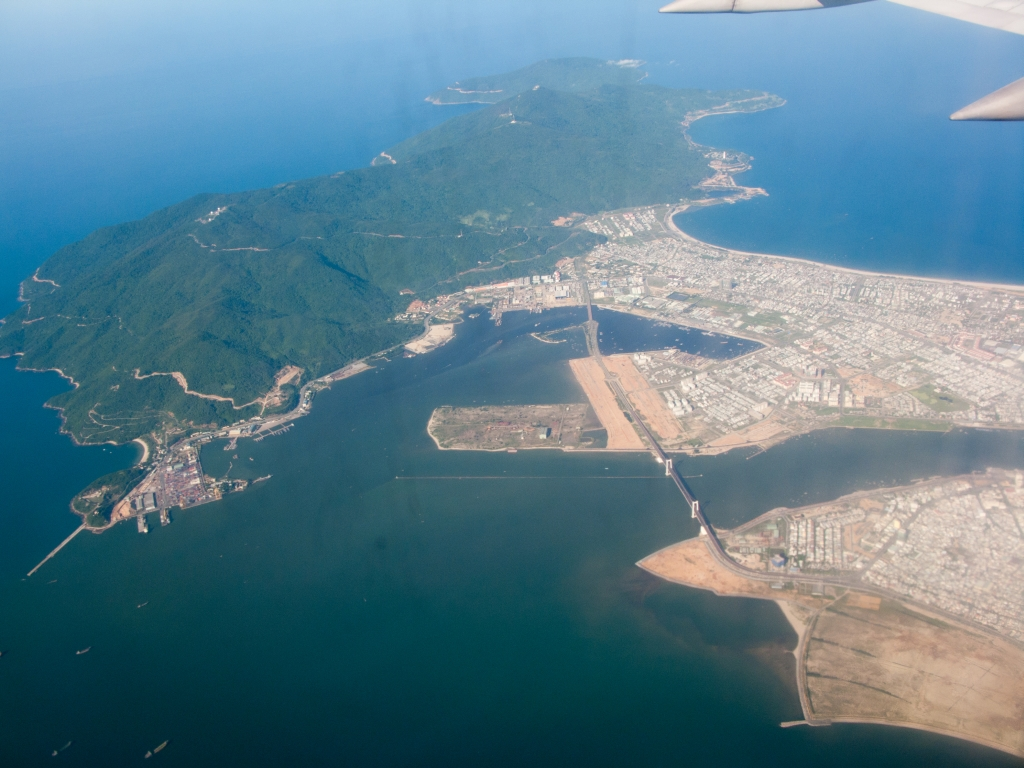
Bán đảo Sơn Trà nhìn từ trên cao.

Núi Sơn Trà, hoặc gọi là núi Khỉ, là một ngọn núi và bán đảo nằm ở quận Sơn Trà, thành phố Đà Nẵng, Việt Nam, phía tây giáp vịnh Đà Nẵng, phía đông bắc và phía đông nam giáp biển Đông, phía tây nam do phù sa sông Hàn bồi đắp mà nối với đất liền hình thành bán đảo Sơn Trà, là điểm cuối cùng của dãy núi Trường Sơn Bắc. Bến cảng Tiên Sa thuộc cảng Đà Nẵng nằm ở chân núi phía tây, sát gần bãi biển Tiên Sa.
Địa điểm này là khu bảo tồn thiên nhiên nổi tiếng và thắng cảnh du lịch nằm gần thành phố. Đây cũng là nơi sinh sống của nhiều loài vật có nguy cơ tuyệt chủng, hơn 60% trong số đó được tìm thấy ở trong rặng núi, nổi tiếng nhất là chà vá chân đỏ. Năm 1977, sau khi chính phủ mới thống nhất tiếp quản địa điểm này, nó được chỉ định là khu bảo tồn thiên nhiên cấp quốc gia. Trước mắt, địa điểm này đang phát triển đáng kể, nhưng rất nhiều trường hợp là khai phá phi pháp, bằng việc chính quyền địa phương đem đất đai chuyển nhượng trái phép cho các nhà khai phá đất hoang sử dụng để xây dựng khách sạn và khu nghỉ mát.

## Lịch sử
Núi Sơn Trà có vị trí vô cùng trọng yếu về phương diện quốc phòng và an ninh, có thể kiểm soát vùng lãnh hải rộng lớn, là "bờ rào" của Đà Nẵng và Quảng Nam. Vào thời kì nhà Nguyễn, Hoàng đế Minh Mạng đã xây dựng một ngôi "pháo đài phòng thủ trên biển" ở chỗ này, để phòng vệ và kiểm soát thuyền tàu ra vào mạn phía đông vịnh Đà Nẵng. Tháng 9 năm 1858, Quân đội Pháp và Tây Ban Nha chọn lựa bán đảo Sơn Trà coi là mục tiêu tiến công và chiếm đóng đầu tiên, đã mở đầu Chiến tranh Pháp–Đại Nam. Quân dân bán đảo phối hợp mật thiết với triều đình, anh dũng tác chiến, gây ra không ít tổn thất nặng nề cho kẻ địch, góp phần làm thất bại âm mưu "đánh nhanh thắng nhanh" của chúng. Khi Mỹ xuất quân sang Việt Nam, đem thành Sơn Trà xây dựng thành pháo đài phòng thủ kiên cố, sở hữu các cơ sở và thiết bị chiến tranh hiện đại hoá như quân cảng Tiên Sa, trạm radar và căn cứ pháo binh. Điều này tiến một bước đã khẳng định vị trí chiến lược trọng yếu của núi Sơn Trà trong sự nghiệp dựng nước và giữ nước.

## Địa lí tự nhiên

### Vị trí địa lí
Bán đảo Sơn Trà nằm cách trung tâm thành phố Đà Nẵng chừng 10 km về hướng Đông Bắc. Sơn Trà có diện tích 60 kilômét vuông (23 dặm vuông Anh), chiều dài 13 kilômét (8,1 mi), chiều rộng 5 kilômét (3,1 mi), nơi hẹp nhất 2 kilômét (1,2 mi). Bán đảo Sơn Trà cùng với đèo Hải Vân bao bọc thành phố Đà Nẵng và vịnh Đà Nẵng.
Cầu Thuận Phước - cầu treo đẹp nhất Đà Nẵng và kỷ lục của Việt Nam được bắc qua bán đảo này. Bán đảo Sơn Trà nhiều thắng cảnh thiên nhiên và trong tương lai không xa sẽ trở thành khu du lịch nổi tiếng của thành phố và của cả nước.

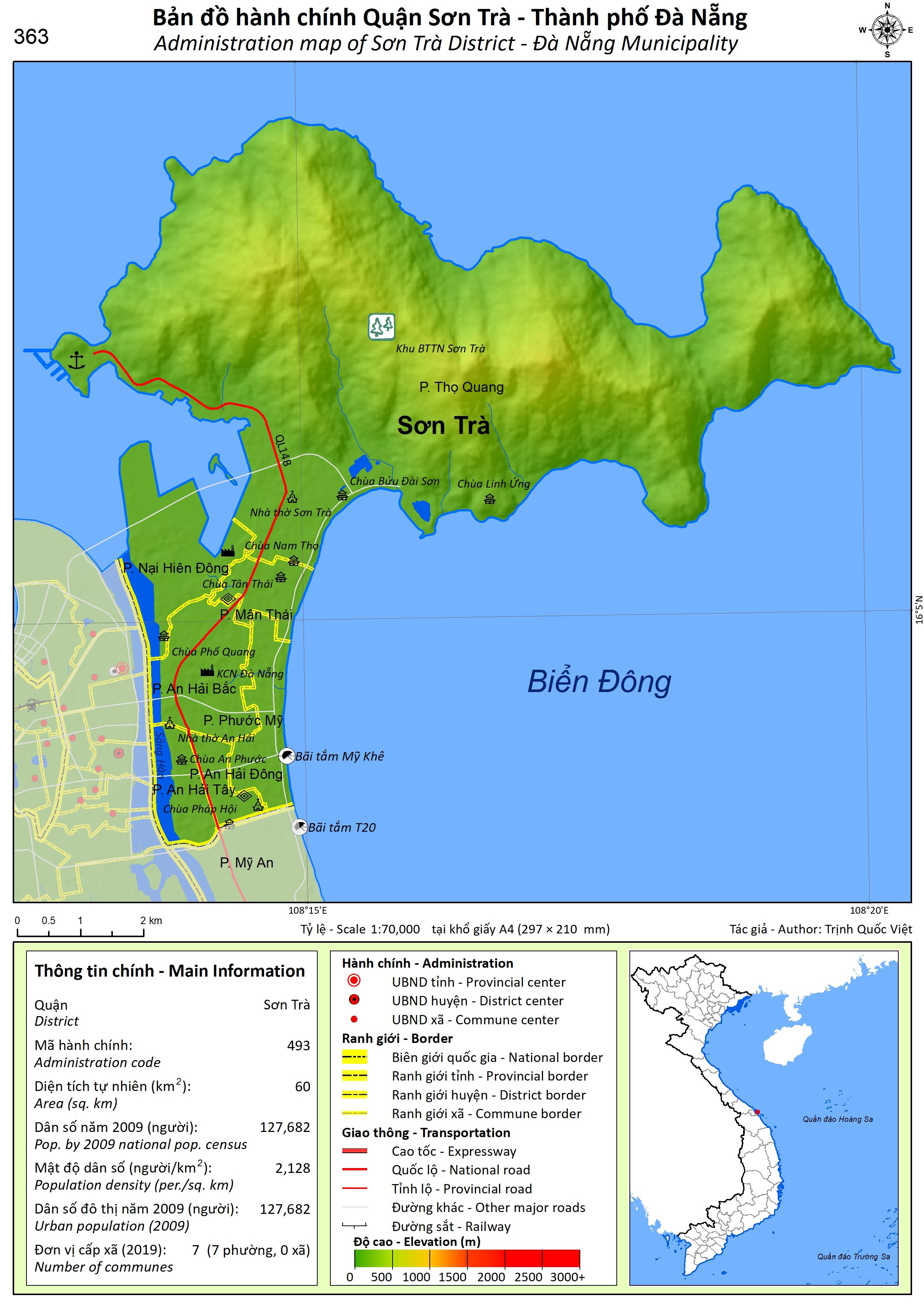
Bản đồ bán đảo Sơn Trà

### Điều kiện tự nhiên

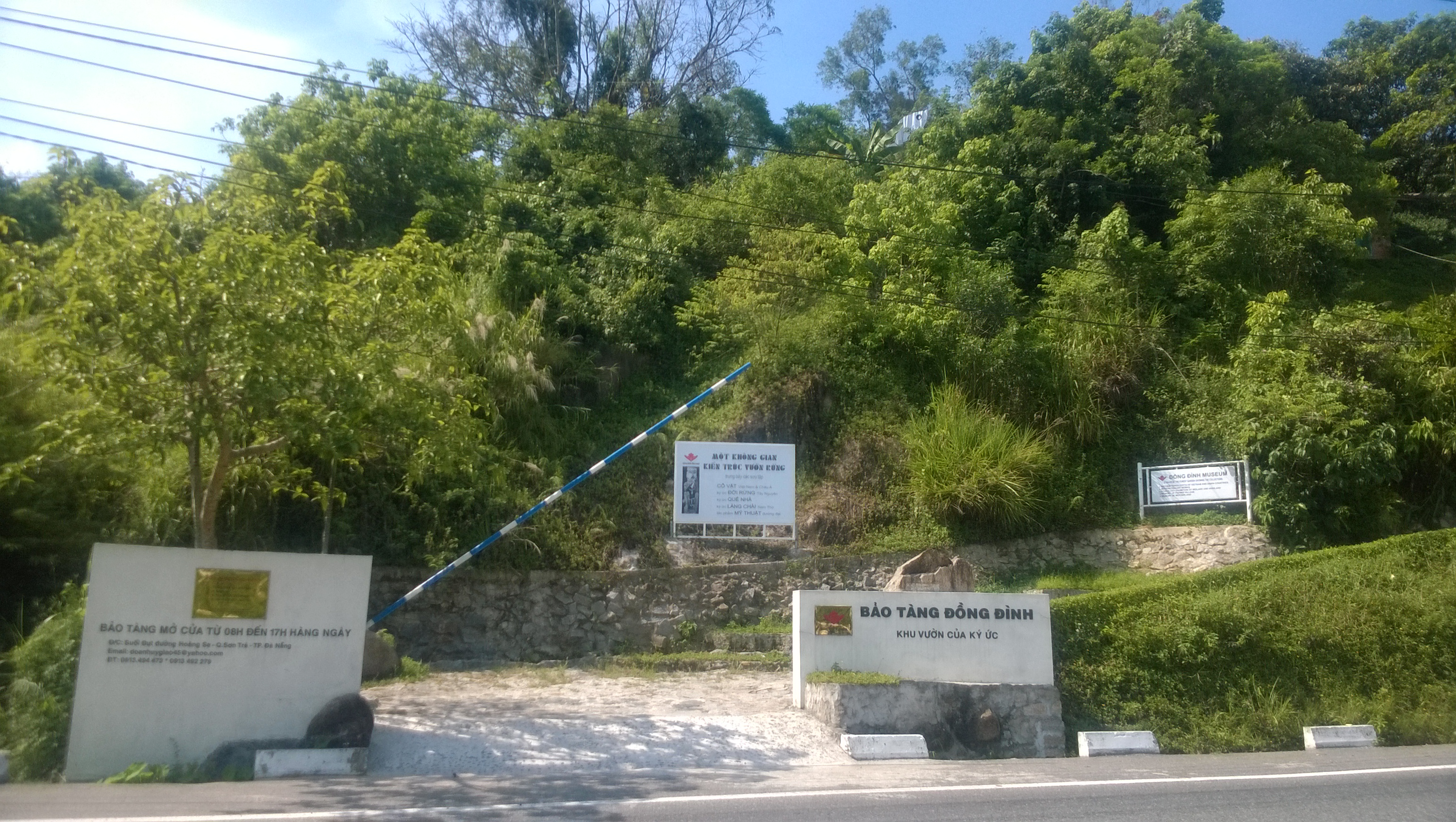
Bảo tàng Đồng Đình tại núi Sơn Trà

Thời xa xưa, Sơn Trà là một hòn đảo gồm 3 ngọn núi nhô cao. Ngọn phía đông nam trông như hình con nghê chồm ra biển, nên gọi là hòn Nghê. Ngọn phía tây hình dạng như cái mỏ con diều hâu, nên gọi là ngọn Mỏ Diều. Và ngọn phía bắc vươn về phía ngọn Ngự Hải bên kia cửa biển dài như cổ ngựa, nên gọi là ngọn Cổ Ngựa. Qua thời gian dài, dòng nước biển chảy ven bờ đã tải phù sa đến bồi đắp dần lên tạo thành doi đất chạy từ đất liền ra đảo. Bán đảo Sơn Trà hình thành từ đó.Ngày nay ngay tại những ngọn này hình thành những khu du lịch nổi tiếng như Bãi Rạng, Bãi Đa, Bãi Bụt, hay khu nghỉ ngơi Đông Dương. Đặc biệt nơi đây có ngôi chùa Linh Ứng, điểm đến lý tưởng của những người theo Phật giáo và ngay cả những người không theo.
Cùng với hệ thống núi của Hải Vân sơn ở phía bắc, bán đảo Sơn Trà ở phía nam vây lại thành hình cánh cung tạo nên một vịnh biển mang tên vũng Sơn Trà, hay còn gọi bằng nhiều tên khác khá quen thuộc như vũng Tiên Sa, vũng Thùng, vũng Hàn, vịnh Đà Nẵng. Vì vị trí như vậy nên Sơn Trà như một tấm bia che chắn mọi cơn bão hay áp thấp nhiệt đới đổ bộ vào thành phố.
Sơn Trà có gần 4.000 ha rừng, trong đó một phần là đất đồi đang được phủ thêm loại cây công nghiệp. Sơn Trà là nơi giao lưu giữa hai hệ động vật và thực vật tiêu biểu của hai miền Nam - Bắc.

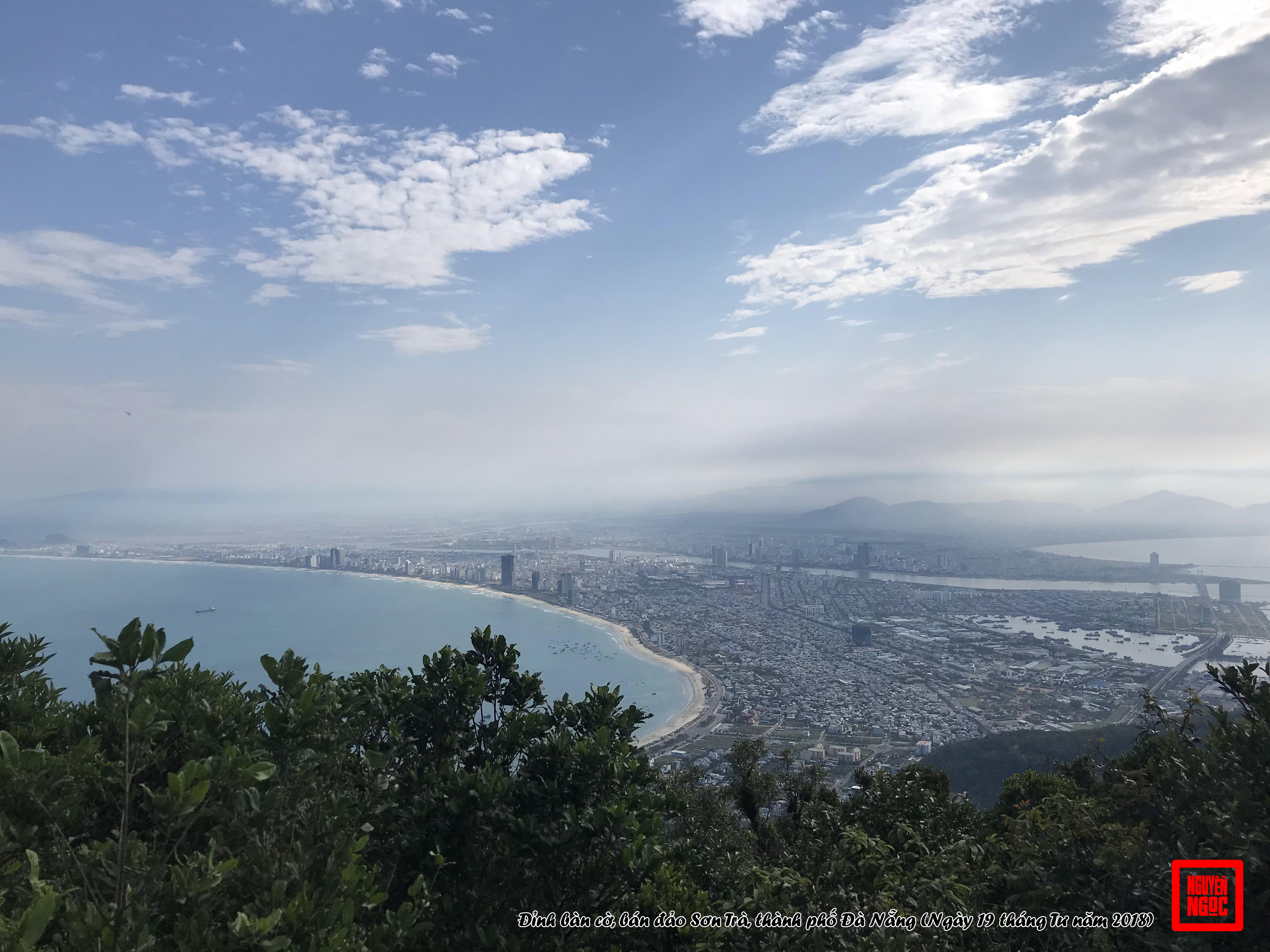
Đỉnh bàn Cơ, bán đảo Sơn Trà nhìn xuống trung tâm TP Đà Nẵng

4.400 ha được công nhận là khu vực bảo tồn thiên nhiên vào năm 1992. Đến cuối năm 2016, diện tích này bị mất đi 1/4, do Thủ tướng Nguyễn Xuân Phúc chấp thuận sử dụng phần đất này để phát triển thành Khu Du lịch Quốc gia.
Núi Sơn Trà cao đến gần 700 m, xưa nay được xem như đài khí tượng thiên nhiên của nhân dân quanh vùng.

## Du lịch
Bán đảo Sơn Trà ngày nay vẫn còn hoang sơ và có hàng loạt bãi tắm đẹp như Mỹ Khê, bãi tắm Phạm Văn Đồng, T20 hay của những khu nghỉ ngơi như Furama, Sunny Beach, Olalani, hay Silver Shore Hoàng Đạt trải dài hàng chục kilômét. Sau khi có con đường ven biển đi vòng quanh bán đảo, nơi đây đang phát triển các khu nghỉ mát và casino cao cấp. Núi Sơn Trà có suối Tiên và suối Đá đẹp và hoang sơ. Xa ngoài mũi Sơn Trà còn có những cây cổ thụ lên tới hàng nghìn năm tuổi, có ngọn Hải đăng, có Ghềnh Bàng là nơi xa nhất của bán đảo và cũng là nơi mà ít người biết đến và đường xuống khá khó khăn vì là đường trong rừng nên nhiều người quan ngại khi đi xuống.
Bán đảo có các doanh trại của Hải quân Nhân dân Việt Nam.

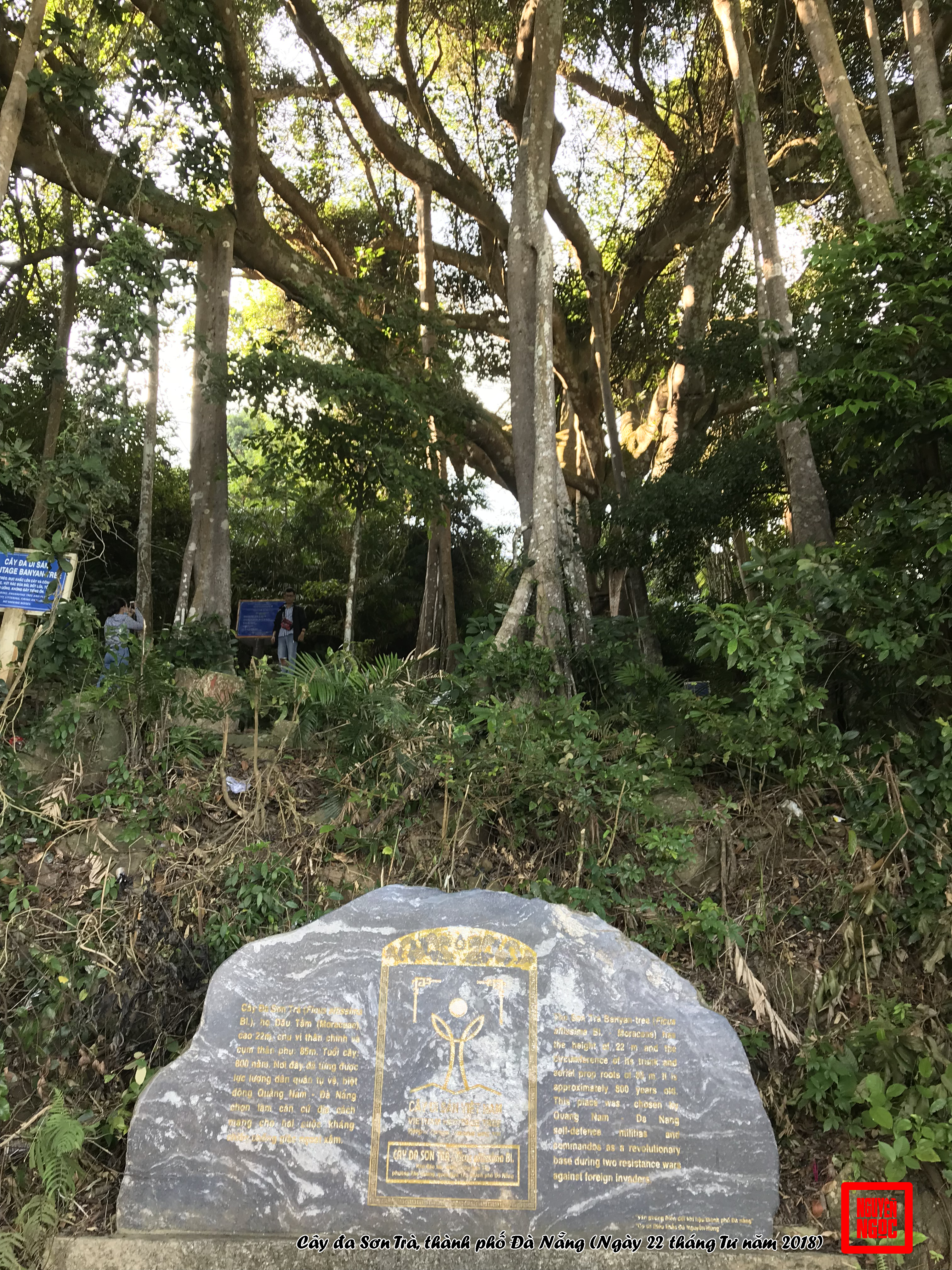
Cây đa Sơn Trà

## Sự kiện

### Vụ 40 biệt thự xây dựng trái phép
Ngày 20 tháng 3 năm 2017, UBND quận Sơn Trà ra quyết định xử phạt 40 triệu đồng đối với Công ty cổ phần Biển Tiên Sa (chủ đầu tư Dự án du lịch sinh thái Biển Tiên Sa) vì hành vi xây dựng khi chưa được cấp phép. Ngày 19 tháng 3, ông Trần Văn Dũng - chánh thanh tra Sở Xây dựng Đà Nẵng - cho biết công trình dự án du lịch sinh thái Biển Tiên Sa được cấp phép xây dựng vào năm 2009 sau khi đã có đánh giá tác động môi trường (ĐTM) vào năm 2007.
Tuy nhiên khi tiến hành xây dựng thì chủ đầu tư có những thay đổi về kiến trúc so với giấy phép xây dựng năm 2009. Trong cuộc họp báo thường kỳ quí 1 - 2017 do UBND Thành phố Đà Nẵng tổ chức chiều 27 tháng 3, nhiều phóng viên đặt câu hỏi, việc để xây dựng không phép 40 biệt thự để rồi phạt 40 triệu đồng có phải là để hợp thức hóa cho nhà đầu tư.

## Hình ảnh

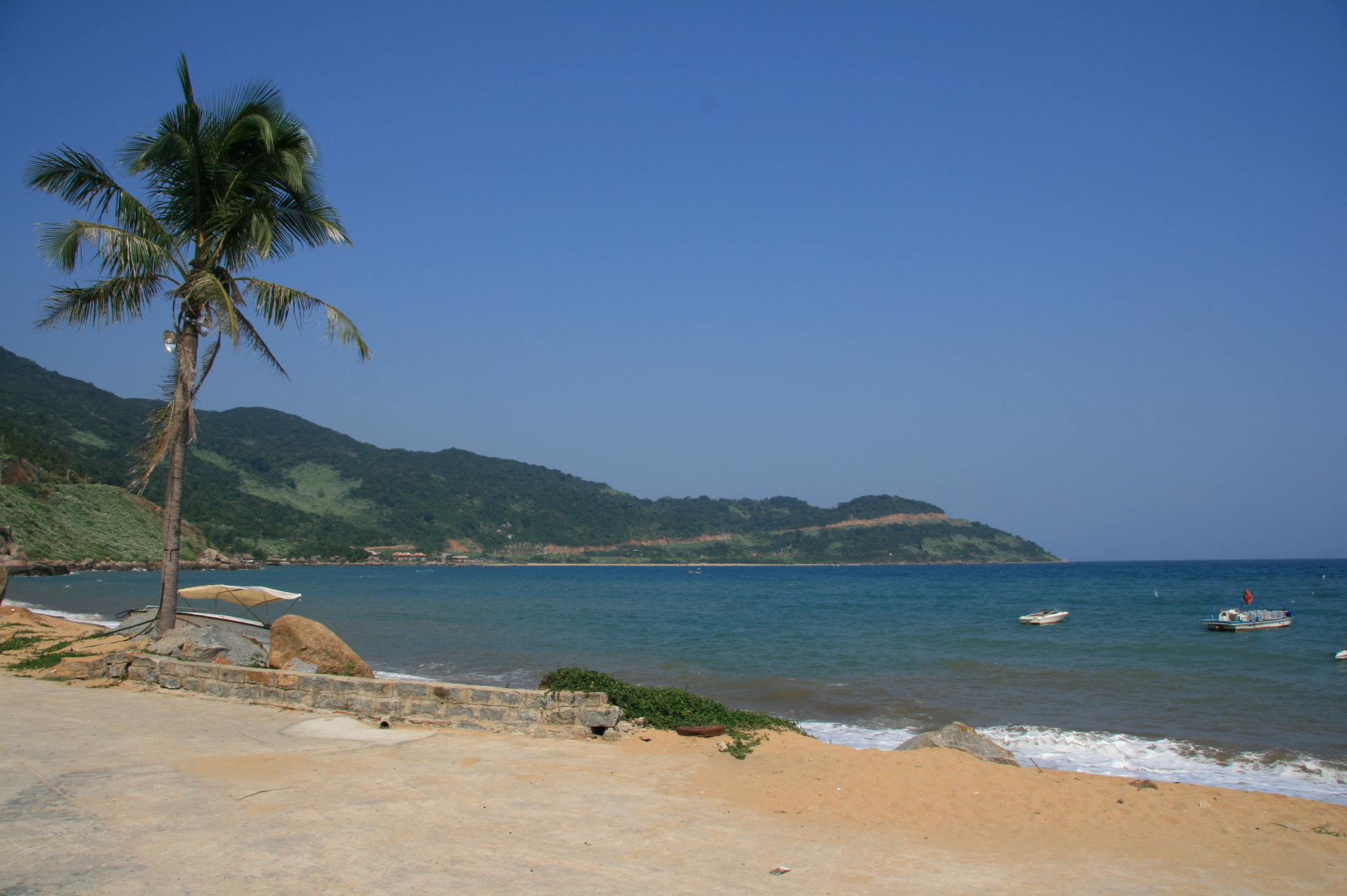
Mũi bắc bán đảo Sơn Trà
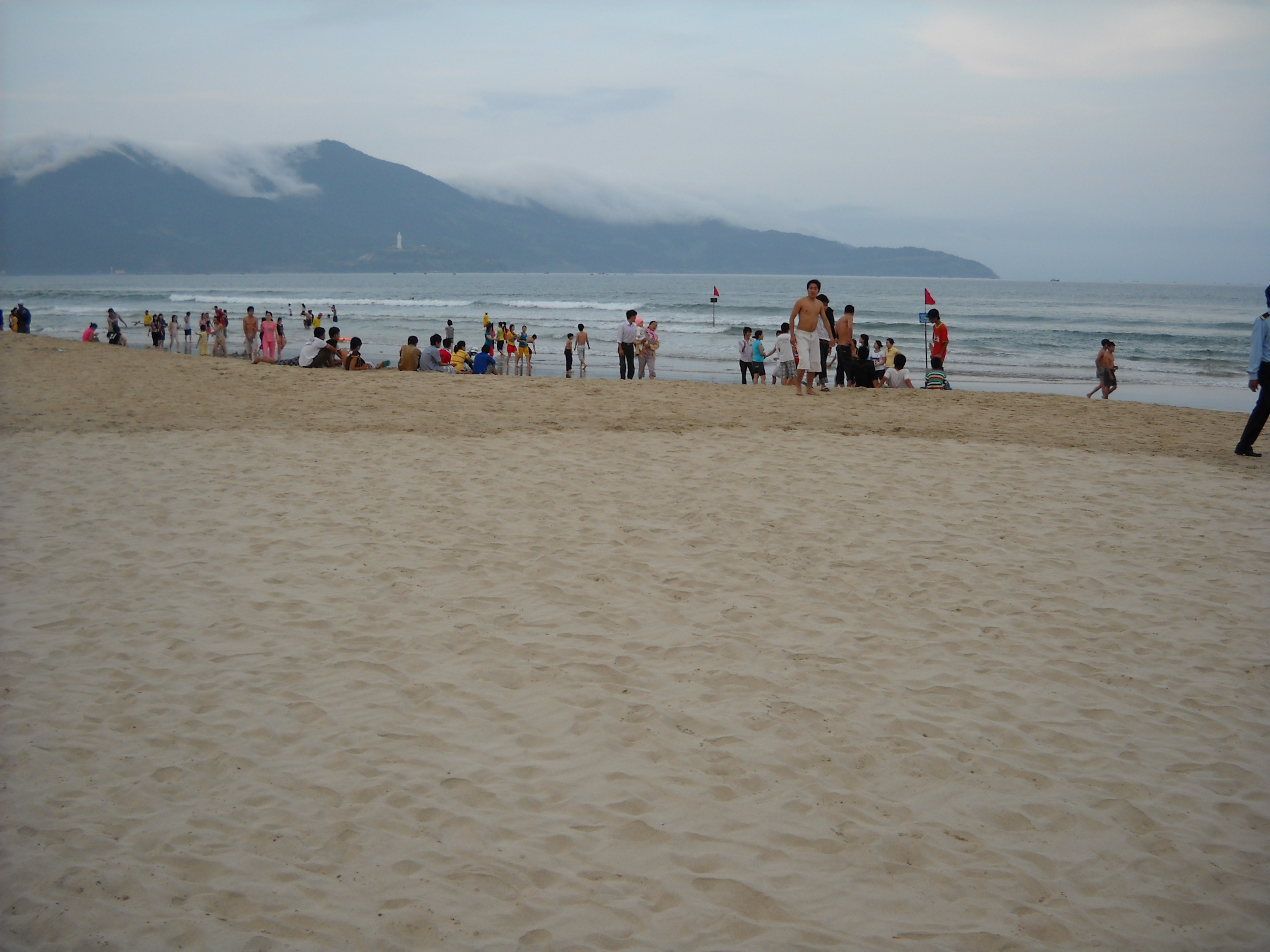
Bán đảo Sơn Trà, nhìn từ bãi biển Đà Nẵng
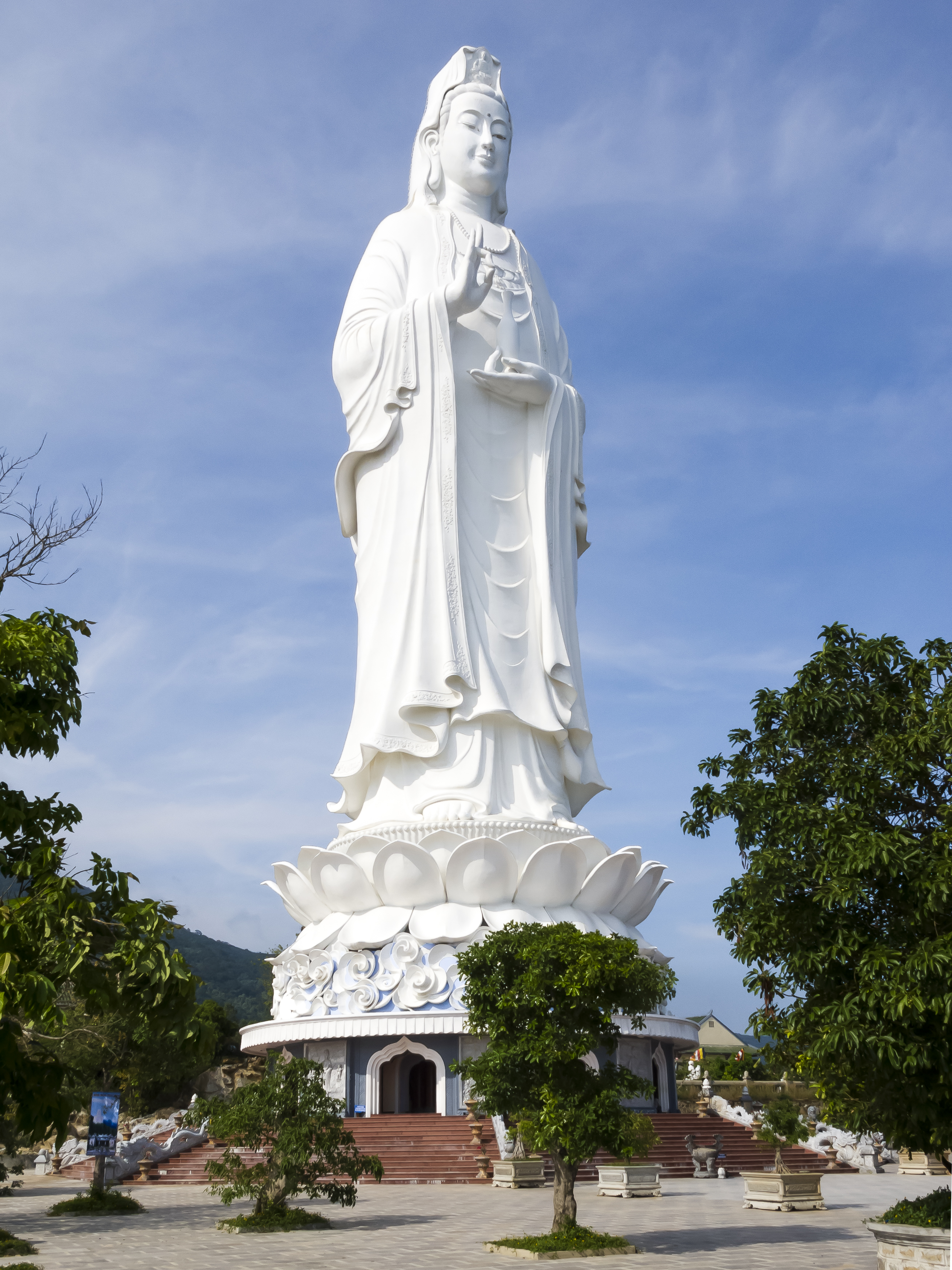
Tượng Quan Âm cao 67 m tại Chùa Linh Ứng
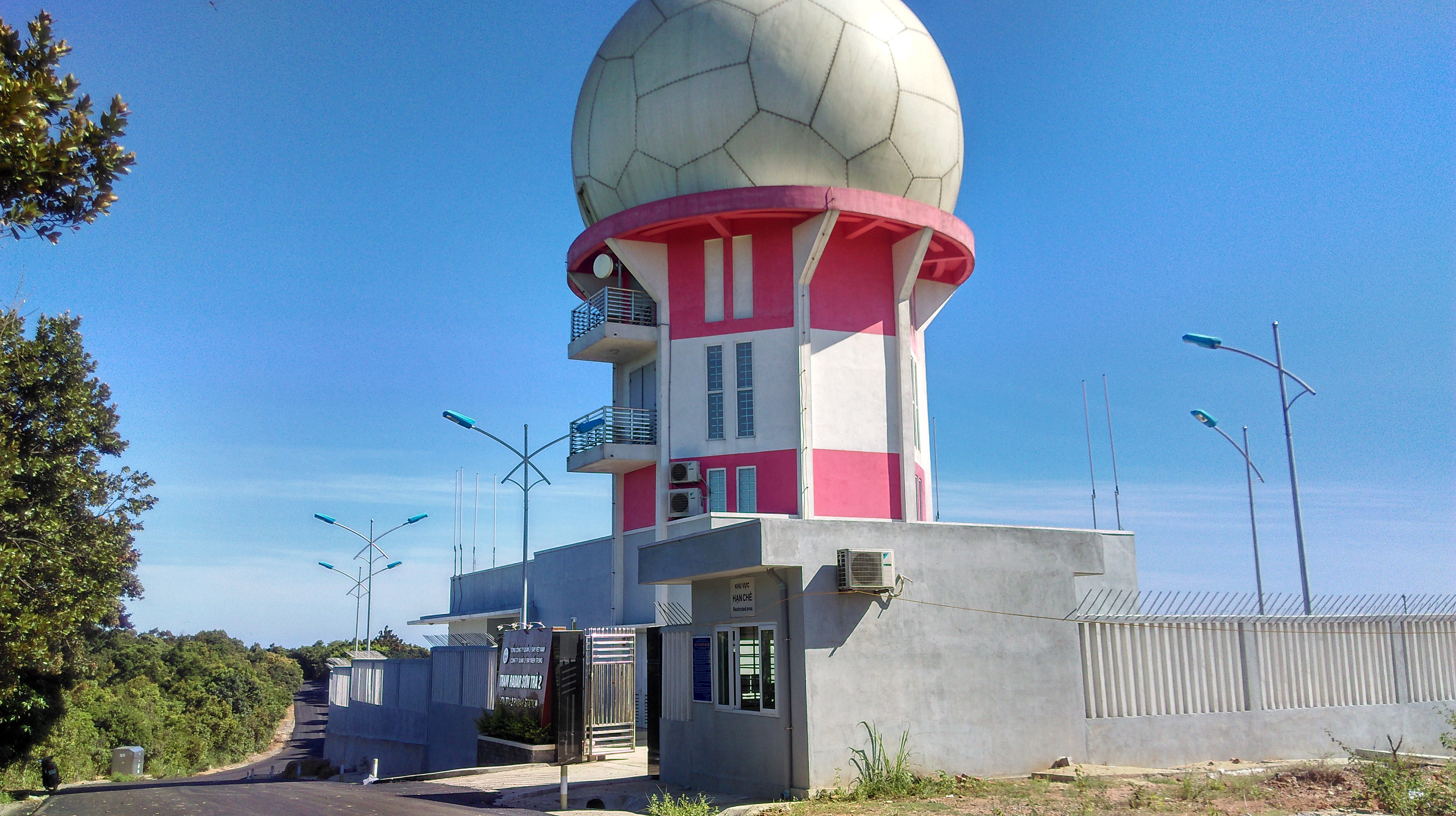
rada trên bán đảo sơn trà
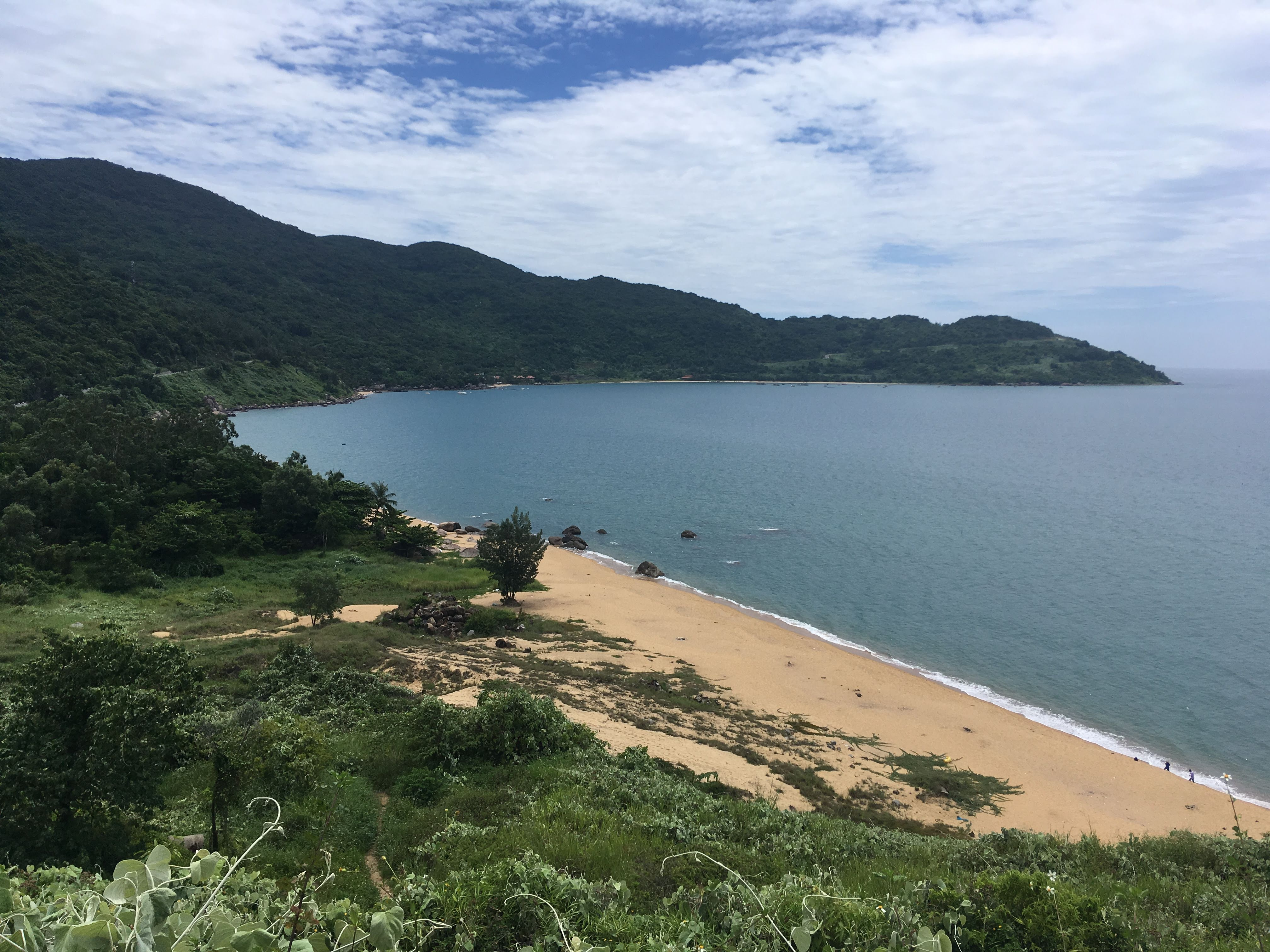
một góc bán đảo
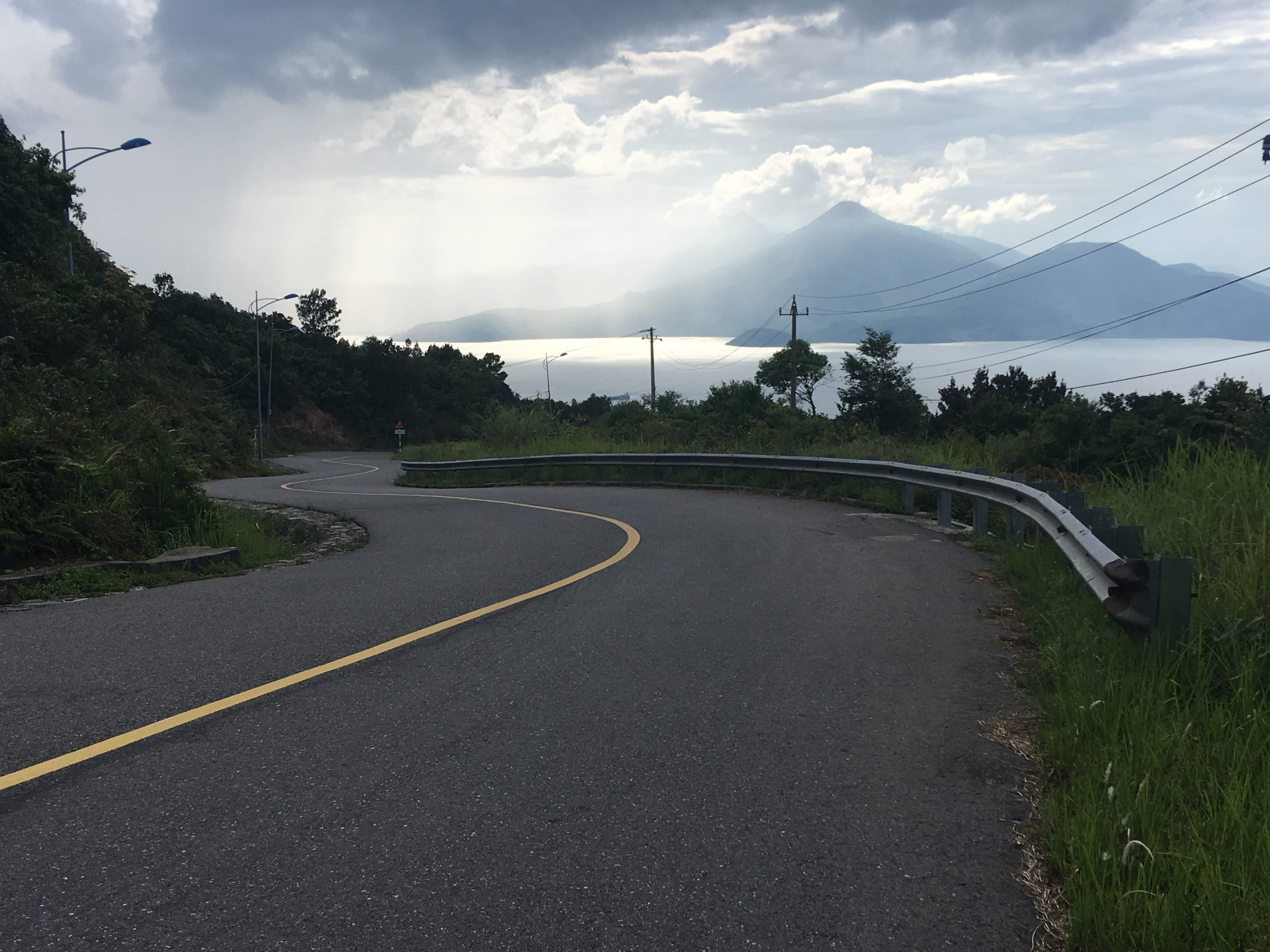
một cung đường trên bán đảo Sơn Trà
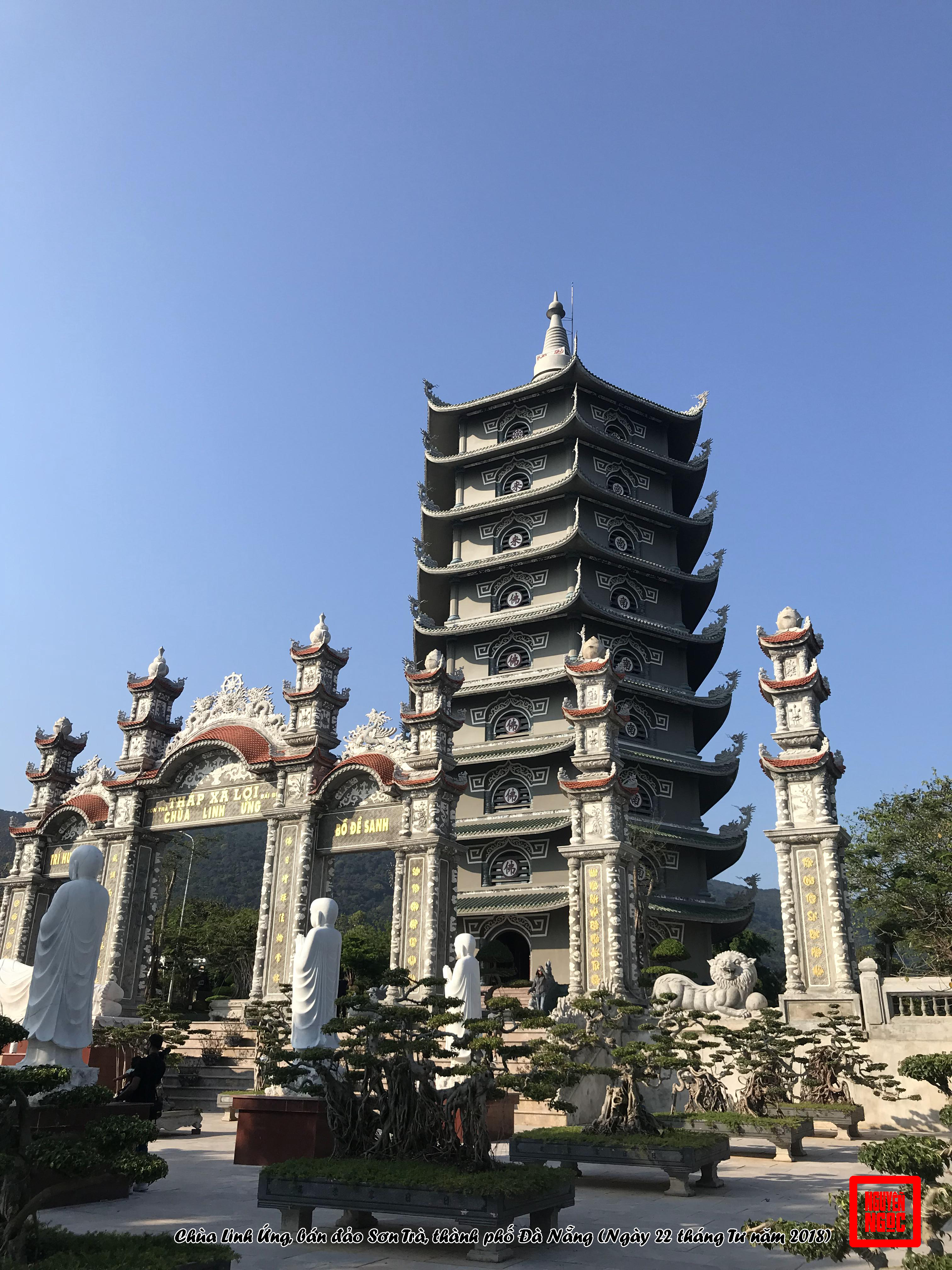
Chùa Linh Ứng trên bán đảo Sơn Trà
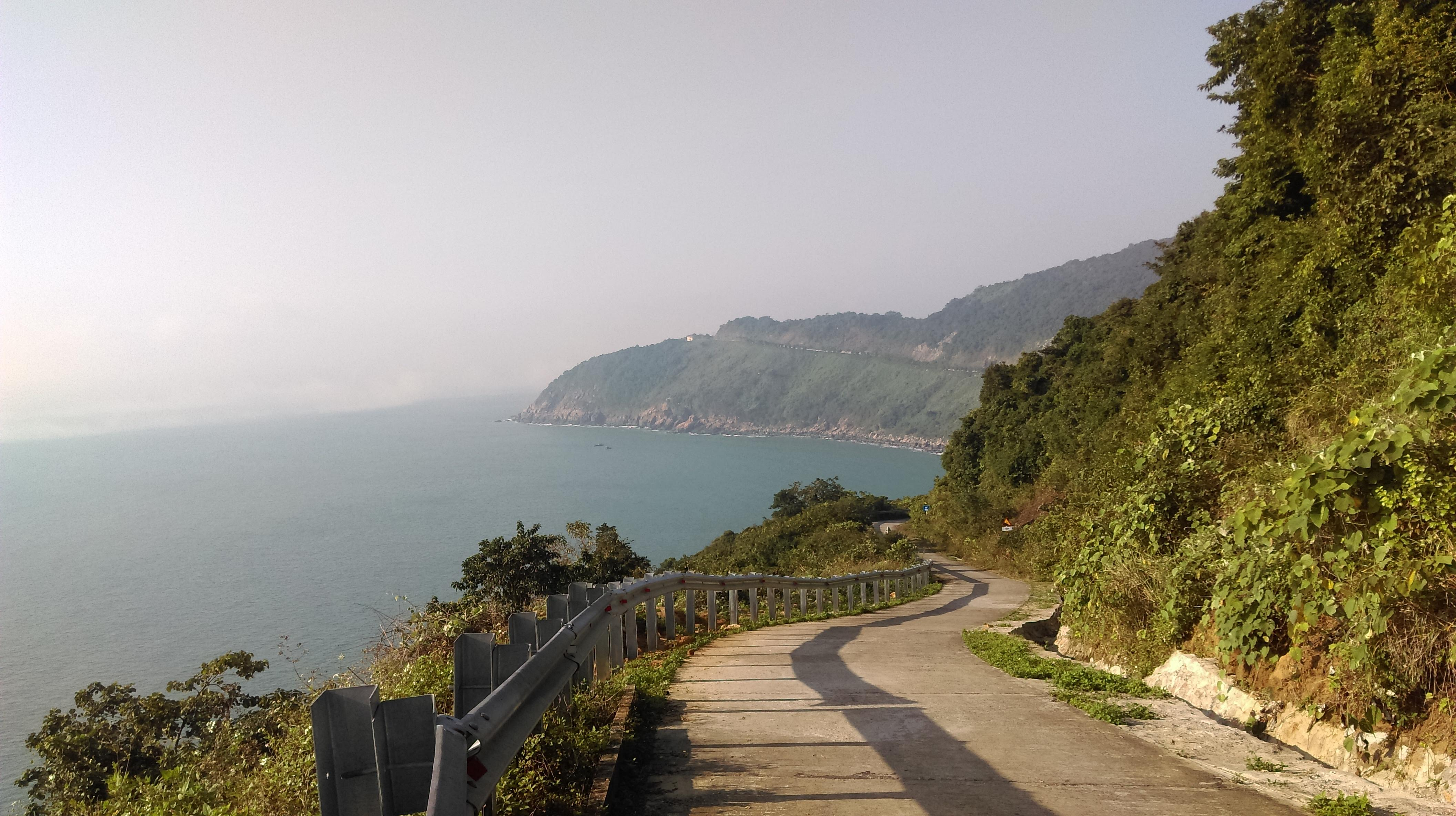
Đường lên cây đa Sơn Trà
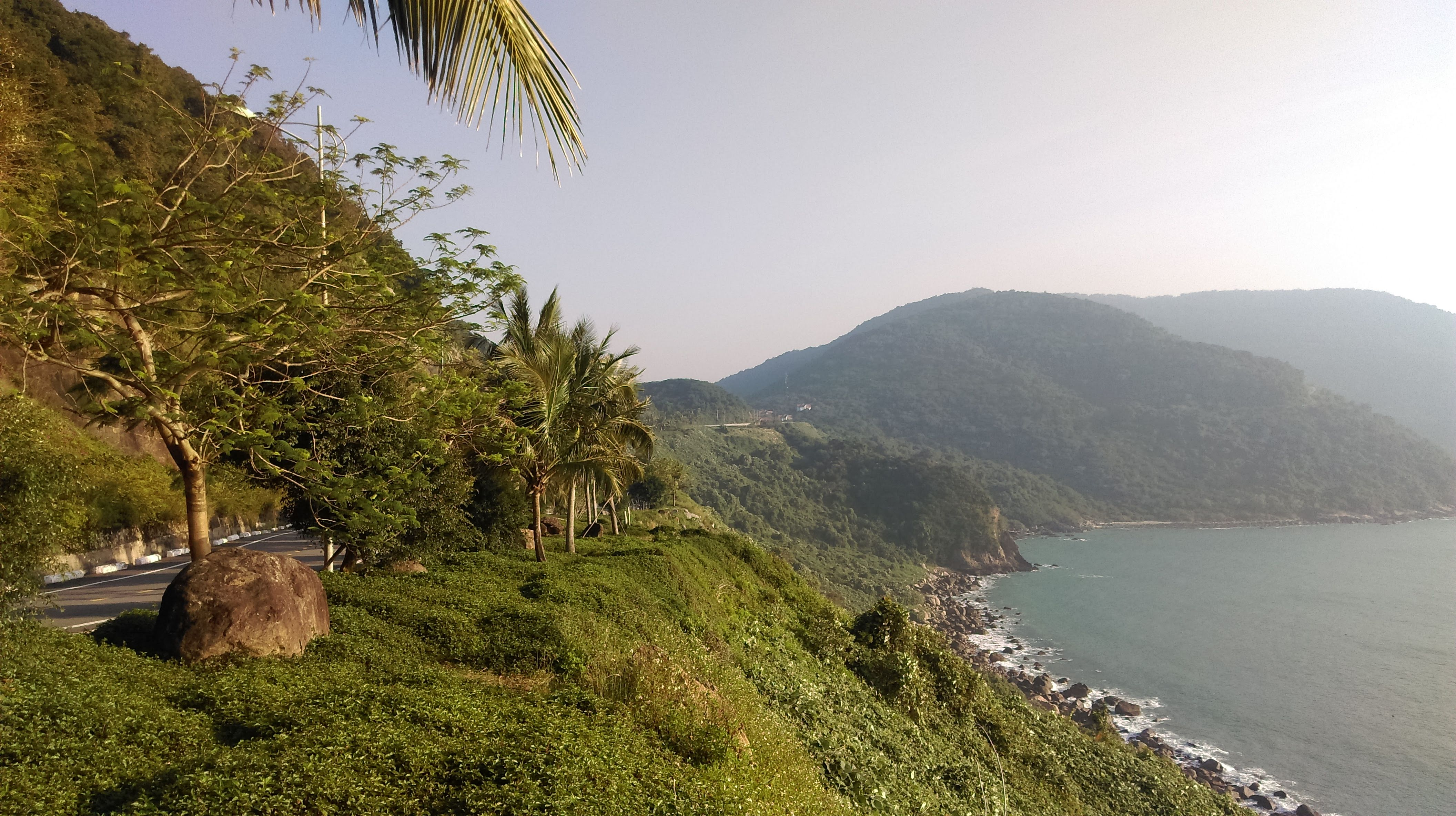
Thắng cảnh khác ở Sơn Trà